# 辰巳出版
辰巳出版株式会社（たつみしゅっぱん）は、日本の出版社。雑誌やムック、単行本の発行を行う。
関連会社に日東書院本社、株式会社楽天があり、辰巳出版の本社を置く東京都文京区本郷にある春日町ビルに入っている。
大阪、名古屋に支社を持つ。

## 概要
グループは、スポーツ、料理、サブカルチャーなどの趣味系ムック・書籍と、パチンコ・パチスロ情報誌や美少女コミックなどを扱う辰巳出版株式会社、実用書を扱う株式会社日東書院本社、「本の楽天伊奈店」（2016年12月31日閉店）の運営会社であった株式会社楽天の3社から形成されている。
かつては成人向け雑誌やコミックスのイメージが強かったが、2000年代に実用系や趣味系の刊行物の出版を強化した。

## 沿革
1967年11月1日、新宿区三光町にて辰巳出版を設立し、『戦記画報』『空海グラフ』『紳士専科』を発行していた辰巳書房（1964年6月25日創設、社長：広瀬和吉）から『カメラアングル』『ビューティーマガジン』『週刊マル秘』などの雑誌を継承。
1999年に株式会社スコラから雑誌「スコラ」を取得し、関連会社として株式会社スコラマガジンを設立。株式会社スコラおよびスコラは辰巳出版株式会社の登録商標である。
2006年2月に旧日東書院から営業権を取得し、新たに株式会社日東書院本社を設立して事業を継承した。
2018年6月に株式会社スコラマガジンが、株式会社蒼竜社を吸収合併。
2019年4月に株式会社スコラマガジンが、株式会社綜合図書と富士美出版株式会社を吸収合併。
2021年８月、辰巳出版が株式会社スコラマガジンを吸収合併。
2021年10月、東京都文京区本郷に本社を移転。さらにパチンコ・パチスロ情報誌およびコミック編集部を同じく文京区本郷の第二事業所へ、PCゲーム情報誌『BugBug』の編集部を埼玉県の東大宮の事業所へそれぞれ分散移転した。

## 雑誌・ムック

### 情報誌

#### 沖釣り情報誌
- つり情報（編集:つり情報社、毎月1日・15日発売）※大陸書房より移管

#### パチンコ情報誌
- パチンコ必勝本プラス（毎月20日発売）※綜合図書・スコラマガジンより移管。旧『パチプロ必勝本』→『パチンコ必勝本DREAMS』→『パチンコ必勝本CLIMAX』

#### パチスロ情報誌
- パチスロ必勝本（毎月21日発売）

#### PCゲーム情報誌
- BugBug（毎月3日発売）※サン出版、富士美出版、スコラマガジンを経て移管。

### コミック誌

#### 釣り漫画雑誌
- つりコミック（毎月12日発売）

#### 美少女コミック誌
- COMICペンギンクラブ（毎月30日発売） ※辰巳出版、富士美出版、スコラマガジン経て移管。

### 犬雑誌
- Shi-Ba（2,5,8,11月の29日発売）
- シバマル（ムック）
- コーギースタイル（ムック）
- チワワスタイル（ムック）
- ダックススタイル（ムック）
- プードルスタイルスタイル（ムック）

### 猫雑誌
- 猫びより（3,6,9,12月12日発売）※日本出版社より移管
- ネコまる（ムック）

### 自転車雑誌
- MTB日和（ムック）

### ナンプレ専門誌
- ナンプレワイドスタンダード（ムック）

### プロレス専門誌
- Gスピリッツ（ムック）

### 小説誌
- 特選小説（奇数月21日発売）※綜合図書、スコラマガジンより移管。

### アダルトアニメ専門誌
- DVD BugBug（ムック）

### 休刊した雑誌
- 月刊問題劇画(1970年-)
- ホットコミック(1973年-)
- 漫画アイドル(1975年-)
- 漫画ダイナマイト(1975年-2011年)
- 独占ゴラク(1976年-)
- 漫画オリンピア(1977年-)
- 漫画ラブトピア （蒼竜社）
- 漫画ピラニア（1981年-）
- 漫画ローレンス（綜合図書、1983年-2019年7月号）→劇画ローレンス（スコラマガジン、2019年9月号-2020年）
- 実話ローレンス（2,5,8,11月の16日発売。-2019年4月号）※綜合図書、富士美出版、スコラマガジン経て移管。旧『別冊ローレンス』。実話誌。
- 漫画エロトラブ（蒼竜社、1984年-）
- 漫画トレビアン（綜合図書、1985年-）
- 劇画麻雀王（休刊時期不明）
- 漫画ラブトピアスペシャル（蒼竜社）
- Lady's Comic Iris（1986年-）
- ライダーコミック（1986年-1995年）
- 漫画チェスト（蒼竜社、1987年-）
- 漫画YOUNGビタミン
- キャンディータイム（富士美出版、1989年-2004年）
- キャンディータイム海賊版（富士美出版、1990年-1996年）
- Lady's comic AQUAMARINE（蒼竜社）
- Lady's Comic Ai（蒼竜社）
- FANTASY　COCKTAIL（富士美出版、1993年-2004年）
- COMICカイザーペンギン（1994年-1995年）
- ナチュラルハイ（富士美出版、1995年-1999年）
- まんが あ!ホクサイ（1995年-1999年）
- コーヒーブレイク（富士美出版、1996年-2000年）
- COMICバズーカ （辰巳出版→富士美出版、1997年-2013年）
- ヤングペンギン（1999年）
- COMIC桃姫 （富士美出版、2000年-2010年）
- COMICバズーカDEEP（2007年-2010年）
- COMIC鉄ちゃん（2014年） ※つりコミックの増刊で1号のみ発売。
- WEBバズーカ（富士美出版、2014年-2016年） ※電子書籍
- パチプロ7（綜合図書、1993年-2017年）
- COMICペンギンセレブ （辰巳出版→富士美出版、2006年-2017年）
- 漫画プラザ（蒼竜社、1976年-2018年[12]）
- COMICペンギンクラブ山賊版 （辰巳出版→富士美出版、1988年-2018年）※辰巳出版より移管。電子版に移行。
- COMIC桃姫DEEPEST
- 戦記画報（辰巳書房、1964年-）
- ザ・モデル（辰巳書房、1964年-）
- 紳士専科（辰巳書房、1964年-）
- 空海グラフ（辰巳書房）
- 週刊マル秘（1966年-）
- BEAUTY MAGAZINE (ビューティーマガジン)（1967年-）
- CAMERA ANGLE(カメラ・アングル)（1967年-）
- 週刊影（1969年-）
- POCKETガーリー(1970年-)
- ワイド・プレイ(1971年-)
- 緊縛美(1972年-)
- SMプレイ(1972年-)
- TARGET(1977年-)
- POP UP!(ポップアップ)(1977年-)
- 月刊フライデー（1979年-）
- Soft focus（1984年-）[13]
- 写真生活（1985年）
- アソコン（1985年-1988年）
- 芸能BOX
- 実話プレス
- AUTO&PARTS MAGAZINE オートパーツ
- ウルトラマンAGE（ムック）（2001年-2004年）ISBN 978-4-88641-590-5 ISBN 978-4-7778-0052-0
- 堤防磯投げつり情報（旧『陸っぱり つり情報』）（2010年11月休刊）
- 刑事マガジン（2009年10月休刊）
- パズル漢字道場（2012年2月休刊）
- BB TIMES（1998年休刊）
- ピュア☆ピュア（2000年-2010年）
- パチンコオリジナル必勝法スペシャル
- パチスロ極Z（スコラマガジン）
- Stuppy（ムック） ※エイジアハウスに移管。
- VOICE OVER（ムック）
- パチスロ必勝本DX
- パチンコオリジナル必勝法デラックス
- パチスロ7（蒼竜社→スコラマガジン、1998年-2020年）
- パチスロ必勝本 極（2022年7月休刊）※スコラマガジンより移管。旧『極パチスロ極』
- 小説アリス（綜合図書）
- 東映ヒーローMAX（ムック）（2022年刊行のVol.64をもって休刊）
- PE・CHA（ムック）
- 自転車日和（ムック）

## 書籍

### 小説
以下は過去のレーベル。
- ネオノベルズ
- ソウリュウノベルス（蒼竜社）
- T-LINEノベルス - エンタテインメント文芸ブランド[14]。
- Holly NOVELS（蒼竜社）

### コミックス
- 富士美コミックス
- ドンキーコミックス

以下は過去のレーベル。
- プラザCOMIX （蒼竜社）
- ネオコミックス
- アイドルコミックス
- タツミコミックス
- スプートニクコミックス[15]（スコラマガジン）

### 一般書籍
- おとなごはんと一緒に作るこどもごはん（日東書院本社、2009年11月[16]）
- 海の魚大図鑑（日東書院本社、2010年12月[17]）
- ダース・ヴェイダーとルーク（4才）（2012年、ISBN 4777810313）
- ハンドメイドベビー服enannaの80～90センチサイズのかわいいお洋服（日東書院本社、2012年4月[18]）
- 図解よくわかるパーキンソン病の最新治療とリハビリのすべて（日東書院本社、2016年4月[19]）
- 0～5歳子どもの味覚の育て方（日東書院本社、2016年6月[20]）
- 名門高校 青春グルメ（2018年1月[21]）
- ブリティッシュスタイルなアイシングクッキー（日東書院本社、2018年6月[22]）
- お母さん! 学校では防犯もSEXも避妊も教えてくれませんよ!

## フリーペーパー
- JAPANMATE（ジャパニメイト） - ゲーム・アニメ・ホビー専門フリーペーパー。2020年7月より休刊

## Webメディア
- 必勝本WEB-TV（パチンコ＆パチスロ動画サイト）
- 猫びよりプラス
- 犬びよりプラス
- 自転車日和
- BugBug.NEWS

## スマートフォンアプリ
終了したアプリ
- 兜むすめ
- 東大建築士の マンション購入97知識！（日東書院本社）
- よくわかる！ 建築事典（日東書院本社）
- 注文だよ！　すしロールくん
- 9回裏だよ！すしロールくん
- 鼻で仲良し！！
- パチ＆スロ必勝本
- 必勝本ブックストア
- シールがいっぱい！さわって昔話（日東書院本社）
- ご当地キャラと えかきうたであそぼ（日東書院本社）
- 絵さがし GOTCHA!（日東書院本社）
- キラキラオルゴール（日東書院本社）
- おしごとたいけん！シリーズ（日東書院本社）
- つり情報 デジタル
- 吾輩はパラパラ漫画家である
- 開運！天中殺アラーム
- アーカーワールド ～みらいちゃんと天空のルーア～（スコラマガジン）[23]
- トイレロケット

## 出身者
- 宮本正生（元社員・コミックハウス創設者）
- 甲斐健一（元社員・海王社創設者・ぶんか社元社長）
- 小野寺清人（元取締役兼スコラマガジン社長・青泉社社長）